# Cantonul Vineuil
Cantonul Vineuil este un canton din arondismentul Blois, departamentul Loir-et-Cher, regiunea Centru, Franța.

## Comune
- Montlivault
- Saint-Claude-de-Diray
- Vineuil (reședință)